# Nekrolog 2. Quartal 1973
Nekrolog
◄◄
| ◄
| 1969
| 1970
| 1971
| 1972
| 1973 | 1974 | 1975 | 1976 | 1977 | ► | ►►
1. Quartal |
2. Quartal |
3. Quartal |
4. Quartal 1973
Weitere Ereignisse | Allgemeiner Nekrolog 1973
Die Beschreibung der verstorbenen Person sollte so kurz wie möglich gehalten sein und nur deren signifikante Tätigkeit(en) enthalten.
Neue Namen ggf. auch unter dem Geburts- und Sterbedatum, also etwa unter 1. Januar und im Geburts- und Sterbejahr (2024) eintragen (nur bei entsprechender großer Wichtigkeit). Für Beispiele siehe die schon vorhandenen Artikel.
Außerdem über die fünf zuletzt Verstorbenen, zu denen es einen ausreichend guten Artikel für eine Präsentation auf der Hauptseite gibt, nach der todesbedingten Überarbeitung der Artikel ggf. auch unter Wikipedia Diskussion:Hauptseite informieren und sie am besten auch in den anderen Wikipedia-Sprachversionen eintragen. Tipp: Regelmäßig bei news.google.de nach „ist tot“, „gestorben“ oder „verstorben“ suchen.
Wenn eine Person gestorben ist, gibt es viele Seiten zu dieser Person in der Wikipedia, die davon auch betroffen sind und entsprechend aktualisiert werden müssen. Beispiele: Namenübersichtsseite, Geburtsjahr, Geburtsort-Seiten und viele mehr.
Wie finde ich die betroffenen Seiten?
Im Suchfeld auf der linken Seite gibt man den Suchbegriff so ein: „Vorname Nachname“. Dann klickt man auf Volltext und alle Seiten mit entsprechendem Suchtext werden aufgerufen. Hier sieht man dann schnell, wo auch das Todesjahr Sinn macht oder sogar ein Teil des Artikels angepasst werden muss. Auch hilft das „Werkzeug“ auf der linken Seite sehr gut, um solche Seiten aufzufinden: „Links auf diese Seite“. Somit ist die Wikipedia wieder aktuell in allen Bereichen! Hinweis: bei Eintragung der Kategorie „Gestorben JAHR“ wird der Missbrauchsfilter 49 ausgelöst, was jedoch nicht schlimm ist. Siehe: Spezial:Missbrauchsfilter/49
Dies ist eine Liste von im zweiten Quartal 1973 verstorbenen bekannten Persönlichkeiten. Die Einträge erfolgen innerhalb der einzelnen Daten alphabetisch sortiert. Tiere sind im Nekrolog für Tiere zu finden.

## April
| Tag       | Name                                     | Beruf, bekannt als                                                                                           | Alter | Beleg |
| --------- | ---------------------------------------- | --- | ----- | ----- |
| 1. April  | Gus Aiken                                | US-amerikanischer Jazz-Trompeter und Kornettist des Blues und des New Orleans Jazz                           | 70    |       |
| 01. April | Walter Dray                              | US-amerikanischer Stabhochspringer                                                                           | 87    |       |
| 1. April  | Jolande Jacobi                           | ungarisch-österreichische Psychologin und langjährige Mitarbeiterin von C. G. Jung                           | 83    |       |
| 1. April  | Dirk Scalongne                           | niederländischer Fechter und Konteradmiral                                                                   | 93    |       |
| 1. April  | Robert Karl Wizinger-Aust                | deutscher Chemiker                                                                                           | 76    |       |
| 2. April  | Jascha Horenstein                        | ukrainisch-jüdischer Dirigent                                                                                | 74    |       |
| 2. April  | Eugen Kirch                              | deutscher Pathologe                                                                                          | 85    |       |
| 2. April  | Joseph-Charles Lefèbvre                  | französischer Geistlicher, Erzbischof von Bourges und Kardinal der römisch-katholischen Kirche               | 80    |       |
| 2. April  | Hermann Oestrich                         | deutsch-französischer Ingenieur                                                                              | 69    |       |
| 2. April  | Alfred Schmitt                           | französischer Astronom                                                                                       | 65    |       |
| 2. April  | Karl Silberschmidt                       | deutsch-brasilianischer Biologe und Pflanzenphysiologe                                                       | 69    |       |
| 2. April  | Achim Stoia                              | rumänischer Komponist, Dirigent, Hochschullehrer und Musikethnologe                                          | 62    |       |
| 2. April  | Otto Weber                               | deutscher Politiker (NSDAP) und Verwaltungsbeamter                                                           | 78    |       |
| 3. April  | Otto Adam                                | deutscher Maler und Grafiker                                                                                 | 71    |       |
| 3. April  | Svend Bille                              | dänischer Schauspieler                                                                                       | 84    |       |
| 3. April  | Jacopo Comin                             | italienischer Filmproduzent und Journalist                                                                   | 71    |       |
| 3. April  | Marcel Krügel                            | Schweizer Unternehmer                                                                                        | 80    |       |
| 3. April  | Heinrich Laretei                         | estnischer Politiker, Mitglied des Riigikogu und Diplomat                                                    | 81    |       |
| 3. April  | Georgi Dmitrijewitsch Latyschew          | russischer Kernphysiker und Hochschullehrer                                                                  | 66    |       |
| 3. April  | Marcel Meyer de Stadelhofen              | Schweizer Sportschütze                                                                                       | 95    |       |
| 3. April  | Friedrich Sauermann                      | deutscher Jurist und NS-Funktionär                                                                           | 80    |       |
| 4. April  | Gianni Bartoli                           | italienischer Ingenieur und Politiker (DC)                                                                   | 72    |       |
| 4. April  | Karl Bäßler                              | deutscher Architekt                                                                                          | 84    |       |
| 4. April  | Carmine Gallone                          | italienischer Filmregisseur                                                                                  | 86    |       |
| 4. April  | Friedrich Karius                         | deutscher Politiker (SPD), MdB                                                                               | 62    |       |
| 4. April  | Kikuta Kazuo                             | japanischer Dramatiker und Schauspieler                                                                      | 65    |       |
| 4. April  | Gösta Knutsson                           | schwedischer Kinderbuchautor und Radioproduzent                                                              | 64    |       |
| 4. April  | Dora Triem                               | deutsche Politikerin (SPD), MdL                                                                              | 76    |       |
| 4. April  | Friedrich Zucker                         | deutscher Klassischer Philologe und Papyrologe                                                               | 91    |       |
| 5. April  | Max Gossner                              | deutscher Luftwaffenoffizier                                                                                 | 78    |       |
| 5. April  | Herbert Graf                             | österreichisch-amerikanischer Opernregisseur                                                                 | 69    |       |
| 5. April  | Boris Alexandrowitsch Kasanski           | russischer Chemiker                                                                                          | 81    |       |
| 5. April  | David Murray                             | britischer Rennfahrer                                                                                        | 63    |       |
| 5. April  | Alla Tarassowa                           | russische bzw. sowjetische Theater- und Filmschauspielerin und Theaterpädagogin                              | 75    |       |
| 6. April  | Robert Bednorz                           | deutscher Bildhauer und Hochschullehrer                                                                      | 90    |       |
| 6. April  | Adolf Strube                             | deutscher Schul- und Kirchenmusiker sowie Hochschullehrer                                                    | 78    |       |
| 6. April  | Richard Titmuss                          | britischer Sozialwissenschaftler                                                                             | 65    |       |
| 7. April  | Edith Baumann                            | deutsche SED-Funktionärin, MdV und FDJ-Funktionärin                                                          | 63    |       |
| 7. April  | Ian Campbell, 11. Duke of Argyll         | schottischer Peer                                                                                            | 69    |       |
| 7. April  | Josef Czikel                             | Offizier der Gemeinsamen Armee, polnischer General                                                           | 100   |       |
| 7. April  | Eliot Elisofon                           | US-amerikanischer Fotograf und Fotojournalist                                                                | 61    |       |
| 7. April  | Paul Luchtenberg                         | deutscher Politiker (FDP), MdL, MdB und Pädagoge                                                             | 82    |       |
| 7. April  | John Charles McQuaid                     | irischer Ordensgeistlicher und römisch-katholischer Erzbischof von Dublin                                    | 77    |       |
| 7. April  | Franz Schürer                            | österreichischer Politiker (SPÖ), Abgeordneter zum Nationalrat                                               | 72    |       |
| 7. April  | Anton Viehböck                           | österreichischer Gerechter unter den Völkern                                                                 | 63    |       |
| 7. April  | Albrecht Wegener                         | deutscher Jurist und NSDAP-Funktionär                                                                        | 67    |       |
| 8. April  | Hans Huber                               | Schweizer Verleger                                                                                           | 88    |       |
| 8. April  | Alfred Hummel                            | deutscher Bauingenieur                                                                                       | 81    |       |
| 8. April  | Viktor de Kowa                           | deutscher Theater- und Filmschauspieler, Regisseur, Erzähler und Komödiendichter                             | 69    |       |
| 8. April  | Pablo Picasso                            | spanischer Maler                                                                                             | 91    |       |
| 8. April  | N. Sri Ram                               | indischer Autor, Freimaurer, Theosoph                                                                        | 83    |       |
| 9. April  | Wolfgang Bangert                         | deutscher Stadtplaner und Architekt                                                                          | 71    |       |
| 9. April  | Paul Heide                               | deutscher Politiker (SPD) und Gewerkschafter                                                                 | 93    |       |
| 9. April  | Wilhelm Karsch                           | deutscher Schachkomponist und -redakteur                                                                     | 73    |       |
| 9. April  | Otto Konrad                              | deutscher Landwirt und Politiker (FDP), MdL                                                                  | 77    |       |
| 9. April  | Warren Lewis                             | irischer Schriftsteller und Offizier                                                                         | 77    |       |
| 9. April  | Willy Morel                              | deutscher Klassischer Philologe                                                                              | 78    |       |
| 9. April  | Willi Niggeling                          | deutscher Komponist und Musiklehrer                                                                          | 73    |       |
| 9. April  | Josef Pavel                              | tschechoslowakischer Funktionär der Kommunistischen Partei der Tschechoslowakei, Politiker und Innenminister | 64    |       |
| 9. April  | Henrique da Silveira                     | portugiesischer Degenfechter                                                                                 | 72    |       |
| 10. April | Theo Siegle                              | deutscher Bildhauer                                                                                          | 70    |       |
| 10. April | Karl Strecker                            | deutscher Offizier, zuletzt General der Infanterie im Zweiten Weltkrieg                                      | 88    |       |
| 10. April | Rudolf Till                              | österreichischer Historiker und Archivar                                                                     | 67    |       |
| 10. April | Kurt Wehlte                              | deutscher Maler, Maltechniker, Restaurator                                                                   | 75    |       |
| 11. April | Bartolomé Calatayud                      | spanischer Komponist, Gitarrist und Gitarrenlehrer                                                           | 90    |       |
| 11. April | Ted de Corsia                            | US-amerikanischer Schauspieler                                                                               | 67    |       |
| 11. April | Alexander Michailowitsch Iwanow-Kramskoi | sowjetischer Gitarrist, Komponist, Dirigent und Musikpädagoge                                                | 60    |       |
| 11. April | Johann Kluska                            | deutscher Maler                                                                                              | 68    |       |
| 11. April | Ferdinand Seitz                          | deutscher Bildhauer, Autor und Laienforscher zu den Externsteinen                                            | 78    |       |
| 11. April | Ljudmil Stojanow                         | bulgarischer Schriftsteller                                                                                  | 85    |       |
| 11. April | James Van Trees                          | US-amerikanischer Kameramann                                                                                 | 82    |       |
| 11. April | Alois Zimmer                             | deutscher Verwaltungsjurist und Politiker (CDU), MdL, MdB, Landesminister                                    | 76    |       |
| 12. April | Karl Baier                               | deutscher Politiker (SPD, KPD, SED), Widerstandskämpfer gegen den Nationalsozialismus                        | 86    |       |
| 12. April | Arthur Freed                             | US-amerikanischer Musicalproduzent und Liedertexter                                                          | 78    |       |
| 12. April | Alphonse Lacroix                         | US-amerikanischer Eishockeytorwart                                                                           | 75    |       |
| 12. April | Fritz Neumayer                           | deutscher Politiker (FDP, FVP, DP), MdL, MdB                                                                 | 88    |       |
| 12. April | Arschawir Schirakjan                     | armenischer Revolutionär                                                                                     | 73    |       |
| 12. April | Otto Ulmer                               | deutscher Textilunternehmer und Maler                                                                        | 69    |       |
| 13. April | Mário Roberto Emmett Anglim              | US-amerikanischer Ordensgeistlicher, Prälat von Coari                                                        | 51    |       |
| 13. April | Sonny Clay                               | US-amerikanischer Jazzmusiker (Schlagzeug, Piano) und Bandleader                                             | 73    |       |
| 13. April | Charles-Marie Courboin                   | US-amerikanischer Organist                                                                                   | 89    |       |
| 13. April | Henry Darger                             | US-amerikanischer Outsider-Art-Künstler, Maler, Schriftsteller                                               | 81    |       |
| 13. April | Gustav Engelkes                          | deutscher Journalist und Schriftsteller                                                                      | 67    |       |
| 13. April | Raymond Gaillard                         | französischer Unternehmer und Automobilrennfahrer                                                            | 68    |       |
| 13. April | Gerhard Gollwitzer                       | deutscher Kunstpädagoge, Künstler und Schriftsteller                                                         | 66    |       |
| 13. April | Gerhard Heberer                          | nationalsozialistischer „Rassenforscher“, Genetiker, Anthropologe                                            | 72    |       |
| 13. April | Pete Herman                              | US-amerikanischer Boxer                                                                                      | 77    |       |
| 13. April | Martin Reiner                            | tschechischer Bildhauer                                                                                      | 72    |       |
| 13. April | Balraj Sahni                             | indischer Filmschauspieler und Autor                                                                         | 59    |       |
| 13. April | Dudley Shelton Senanayake                | sri-lankischer Politiker                                                                                     | 61    |       |
| 13. April | Hans Vetter                              | deutscher Schachkomponist                                                                                    | 78    |       |
| 13. April | Lammar Wright senior                     | US-amerikanischer Jazz-Trompeter                                                                             | 65    |       |
| 13. April | Ludwig Zind                              | deutscher Lehrer und Antisemit                                                                               | 66    |       |
| 14. April | Martin Betzou                            | deutscher Maler                                                                                              | 79    |       |
| 14. April | Sam DeStefano                            | italo-amerikanischer Gangster                                                                                | 63    |       |
| 14. April | Henri Fauconnier                         | französischer Schriftsteller                                                                                 | 94    |       |
| 14. April | Minna Gombell                            | US-amerikanische Schauspielerin                                                                              | 80    |       |
| 14. April | Karl Kerényi                             | ungarischer Klassischer Philologe und Religionswissenschaftler                                               | 76    |       |
| 14. April | Lumír Kiesewetter                        | tschechoslowakischer Speerwerfer                                                                             | 53    |       |
| 14. April | Franz Ortner                             | österreichischer Eisschnellläufer                                                                            | 67    |       |
| 14. April | Hans von Seißer                          | deutscher Offizier, Chef der bayerischen Landespolizei                                                       | 98    |       |
| 14. April | Kurt Urbanek                             | deutscher Verwaltungsjurist                                                                                  | 88    |       |
| 15. April | William George Gillies                   | schottischer Maler und Kunstpädagoge                                                                         | 74    |       |
| 15. April | Ernst Klodwig                            | deutscher Automobilrennfahrer                                                                                | 69    |       |
| 15. April | Theodoor Jan Stomps                      | niederländischer Botaniker und Genetiker                                                                     | 87    |       |
| 15. April | Sylvester Zeininger                      | österreichischer Politiker (CSP), Abgeordneter zum Nationalrat                                               | 85    |       |
| 16. April | Otto Bene                                | deutscher Diplomat                                                                                           | 88    |       |
| 16. April | Egon Bretscher                           | Schweizer Kernphysiker und Chemiker                                                                          | 71    |       |
| 16. April | Karl Ehlers                              | deutscher Bildhauer und Zeichner                                                                             | 69    |       |
| 16. April | István Kertész                           | ungarischer Dirigent                                                                                         | 43    |       |
| 16. April | Robert Lortac                            | französischer Karikaturist und Trickfilmer                                                                   | 88    |       |
| 16. April | Wilhelm Marinelli                        | österreichischer Zoologe, Anatom und Volksbildner                                                            | 78    |       |
| 16. April | Reinhard Wittram                         | deutscher Historiker                                                                                         | 70    |       |
| 17. April | Hermann Brodbeck                         | deutscher Ringer und Europameisterschafts-Dritter im Ringen                                                  |       |       |
| 17. April | Alan Cook                                | US-amerikanischer Filmtechniker                                                                              | 76    |       |
| 17. April | Hänse Herms                              | deutsche Gärtnermeisterin                                                                                    | 74    |       |
| 17. April | Georg Witt                               | deutscher Filmproduzent                                                                                      | 74    |       |
| 18. April | Alfred Harrison Joy                      | US-amerikanischer Astronom                                                                                   | 90    |       |
| 18. April | Maximilian Nacht                         | österreichisch-amerikanischer Anarchist, Journalist und Politikwissenschaftler                               | 91    |       |
| 18. April | Willi Narloch                            | deutscher Schauspieler und Regisseur                                                                         | 62    |       |
| 18. April | Willie Smith                             | US-amerikanischer Jazz-Pianist und -komponist                                                                | 79    |       |
| 19. April | Hans Kelsen                              | österreichisch-US-amerikanischer Rechtswissenschaftler                                                       | 91    |       |
| 19. April | Hugo von Kleinmayr                       | österreichischer Germanist                                                                                   | 90    |       |
| 19. April | Maria Minzenti                           | österreichische Schauspielerin und Tänzerin                                                                  | 74    |       |
| 19. April | Tiziano Tessitori                        | italienischer Politiker                                                                                      | 78    |       |
| 19. April | Willi Voss                               | deutscher Maler                                                                                              | 70    |       |
| 20. April | Robert Armstrong                         | US-amerikanischer Schauspieler                                                                               | 82    |       |
| 20. April | Gerhard Golz                             | deutscher Jurist und Verwaltungsbeamter                                                                      | 62    |       |
| 20. April | Eddie Hapgood                            | englischer Fußballspieler und -trainer                                                                       | 64    |       |
| 20. April | Elisabeth Hauptmann                      | deutsche Schriftstellerin und Mitarbeiterin Bertolt Brechts                                                  | 75    |       |
| 20. April | Josef Hosp                               | deutscher Gewerkschafter und Mitglied des Bayerischen Senats                                                 | 70    |       |
| 20. April | Reiner Liessem                           | deutscher SS-Gruppenführer und Polizeigeneral                                                                | 82    |       |
| 20. April | Henri Rolin                              | belgischer Jurist und Politiker                                                                              | 81    |       |
| 20. April | Horace Woodard                           | US-amerikanischer Filmproduzent und Filmschaffender                                                          | 68    |       |
| 21. April | Nevil Brownjohn                          | britischer General                                                                                           | 75    |       |
| 21. April | Merian C. Cooper                         | US-amerikanischer Pilot, Abenteurer, Schauspieler, Regisseur, Drehbuchautor und Produzent                    | 79    |       |
| 21. April | Arthur Fadden                            | australischer Politiker und Premierminister                                                                  | 79    |       |
| 21. April | Ursula Jeans                             | britische Schauspielerin                                                                                     | 66    |       |
| 21. April | Gerhard Kramer                           | deutscher Jurist und Politiker (SPD)                                                                         | 68    |       |
| 21. April | Marthe Robert                            | Schweizer Pionierin Frauenschwimmen                                                                          | 85    |       |
| 21. April | Kemal Tahir                              | türkischer Autor und Journalist                                                                              | 63    |       |
| 21. April | Fred Woitke                              | deutsches Todesopfer an der innerdeutschen Grenze                                                            | 23    |       |
| 22. April | Ignaz Horvath                            | österreichischer Geistlicher und Politiker, Landtagsabgeordneter                                             | 78    |       |
| 22. April | George Lichtheim                         | deutsch-britischer Schriftsteller                                                                            | 60    |       |
| 22. April | Emil Rameis                              | österreichischer Komponist und Dirigent                                                                      | 68    |       |
| 22. April | Dalip Singh Saund                        | US-amerikanischer Politiker indischer Herkunft                                                               | 73    |       |
| 22. April | Valentin Schmitt                         | deutscher Landwirt                                                                                           | 88    |       |
| 22. April | Peter A. Stiege                          | deutscher Schauspieler                                                                                       | 68    |       |
| 23. April | Abe Tomoji                               | japanischer Schriftsteller, Übersetzer und Literaturkritiker                                                 | 69    |       |
| 23. April | Alfonso Domínguez                        | chilenischer Fußballspieler                                                                                  | 56    |       |
| 23. April | Otto Eißfeldt                            | deutscher evangelischer Theologe und Politiker, MdV                                                          | 85    |       |
| 23. April | Hans Fischerkoesen                       | deutscher Zeichentrick- und Werbefilmer                                                                      | 76    |       |
| 23. April | Fritz Flügel                             | deutscher Psychiater und Neurologe                                                                           | 76    |       |
| 23. April | Allegro Grandi                           | italienischer Radrennfahrer                                                                                  | 66    |       |
| 23. April | Ilja Iljitsch Malyschew                  | sowjetischer Geologe und Politiker (KPdSU)                                                                   | 68    |       |
| 23. April | Erkki Pakkanen                           | finnischer Boxer                                                                                             | 43    |       |
| 24. April | Hamilton Fish Armstrong                  | US-amerikanischer Journalist                                                                                 | 80    |       |
| 24. April | Otto Bubenzer                            | deutscher Architekt                                                                                          | 94    |       |
| 24. April | Charles Ghequiere Fenwick                | US-amerikanischer Politologe und Rechtswissenschaftler                                                       | 92    |       |
| 24. April | Friedrich Huttenlocher                   | deutscher Geograph                                                                                           | 79    |       |
| 24. April | Konrad Ruthardt                          | deutscher Physiker                                                                                           | 66    |       |
| 25. April | Armand Léon Annet                        | französischer Politiker und Gouverneur diverser Kolonien des französischen Kolonialreiches                   | 84    |       |
| 25. April | Heinrich Beck                            | deutscher Verleger                                                                                           | 84    |       |
| 25. April | Frank Jack Fletcher                      | Admiral der United States Navy                                                                               | 87    |       |
| 25. April | Olga Grey                                | US-amerikanische Schauspielerin                                                                              |       |       |
| 25. April | Ishibashi Tanzan                         | japanischer Premierminister                                                                                  | 88    |       |
| 25. April | Konrad Meyer                             | deutscher Agrarwissenschaftler                                                                               | 71    |       |
| 25. April | Ferruccio Ranza                          | italienischer Jagdflieger des Ersten Weltkriegs                                                              | 80    |       |
| 25. April | Christian Altgraf zu Salm                | deutscher Kunsthistoriker                                                                                    | 67    |       |
| 25. April | Fuad Schihab                             | libanesischer Staatspräsident                                                                                | 71    |       |
| 25. April | Oskar Sommerfeld                         | Kunstmaler                                                                                                   | 87    |       |
| 25. April | Erich Stockmann                          | deutscher Landrat und Richter                                                                                | 80    |       |
| 26. April | Adrien Bruhl                             | französischer Althistoriker und Provinzialrömischer Archäologe                                               | 70    |       |
| 26. April | Mark Deering                             | irischer Politiker                                                                                           | 73    |       |
| 26. April | Giovanni De Lorenzo                      | italienischer Offizier und Politiker                                                                         | 65    |       |
| 26. April | Heinrich Gies                            | deutscher Schauspieler                                                                                       | 60    |       |
| 26. April | Hans Hofer                               | tschechisch-österreichischer Schauspieler und Kabarettist                                                    | 66    |       |
| 26. April | Dora Maaßen                              | deutsche Bildhauerin                                                                                         | 78    |       |
| 26. April | Irene Ryan                               | US-amerikanische Schauspielerin                                                                              | 70    |       |
| 27. April | Helmuth Bohnenkamp                       | deutscher Internist und Hochschullehrer                                                                      | 81    |       |
| 27. April | Roger Filiatrault                        | kanadischer Sänger (Bariton) und Musikpädagoge                                                               | 68    |       |
| 27. April | Manfred Gertzki                          | deutsches Todesopfer der Berliner Mauer                                                                      | 30    |       |
| 27. April | Paul Hempe                               | deutscher Zeichner und Karikaturist                                                                          | 86    |       |
| 27. April | Arthur Horace James                      | US-amerikanischer Politiker (Republikanische Partei)                                                         | 89    |       |
| 27. April | Karl Wondrak                             | österreichischer Fußball-Nationalspieler                                                                     | 77    |       |
| 27. April | Yoshida Tomizō                           | japanischer Mediziner (Pathologie) und Krebsforscher                                                         | 70    |       |
| 28. April | Vratislav Blažek                         | tschechischer Dramaturg, Filmszenarist und Liedertexter                                                      | 47    |       |
| 28. April | Felix Burkhardt                          | deutscher Mathematiker und Statistiker                                                                       | 85    |       |
| 28. April | Robert Buron                             | französischer Politiker, Mitglied der Nationalversammlung                                                    | 63    |       |
| 28. April | Siri Derkert                             | schwedische Künstlerin des Expressionismus                                                                   | 84    |       |
| 28. April | Piero Drogo                              | italienischer Autorennfahrer und Karosseriebauer                                                             | 46    |       |
| 28. April | Ludwig Ehlers                            | deutscher Politiker (CDU), MdL                                                                               | 72    |       |
| 28. April | Theodor Groppe                           | deutscher Offizier, zuletzt Generalleutnant im Zweiten Weltkrieg                                             | 90    |       |
| 28. April | Christen Lyst Hansen                     | dänischer Polizeibeamter und Widerstandskämpfer                                                              | 74    |       |
| 28. April | Alfred Held                              | Schweizer Politiker (BGB)                                                                                    | 86    |       |
| 28. April | Frank A. Keating                         | US-amerikanischer Generalmajor                                                                               | 78    |       |
| 28. April | Rudolf Bolo Maeglin                      | Schweizer Journalist und Kabaretttexter                                                                      | 74    |       |
| 28. April | Jacques Maritain                         | französischer Philosoph                                                                                      | 90    |       |
| 28. April | Carlos Menditéguy                        | argentinischer Formel-1-Rennfahrer, Polo-Spieler                                                             | 57    |       |
| 28. April | Karl Nohr                                | deutscher Politiker (SED), Gewerkschafter und Diplomat, Botschafter der DDR                                  | 68    |       |
| 28. April | André Rivier                             | Schweizer Gräzist                                                                                            | 58    |       |
| 28. April | Clas Thunberg                            | finnischer Eisschnellläufer                                                                                  | 80    |       |
| 29. April | Shmuel Bentsur                           | israelischer Diplomat                                                                                        | 66    |       |
| 29. April | Érico Ferrari                            | brasilianischer Geistlicher, römisch-katholischer Bischof von Santa Maria                                    | 45    |       |
| 29. April | Karl Hennig                              | deutscher Ingenieur und Hochschullehrer                                                                      | 82    |       |
| 29. April | Karl Kässbohrer                          | deutscher Unternehmer und Fahrzeugbauer                                                                      | 71    |       |
| 29. April | Benedikt Kögl                            | deutscher Maler                                                                                              | 81    |       |
| 29. April | Helena Alexandrowna Timofejew-Ressowski  | russische Genetikerin                                                                                        | 74    |       |
| 30. April | Hermann A. Eplée                         | deutscher Politiker (CDU), MdB                                                                               | 64    |       |
| 30. April | Heinrich Gans                            | deutscher Kunstmaler                                                                                         | 83    |       |
| 30. April | Fritz Hesse                              | deutscher Politiker                                                                                          | 92    |       |
| 30. April | Jakob Job                                | Schweizer Schriftsteller                                                                                     | 81    |       |
| 30. April | Osaragi Jirō                             | japanischer Schriftsteller                                                                                   | 75    |       |
| 30. April | Karl Wache                               | österreichischer Bibliothekar und Schriftsteller                                                             | 86    |       |
| April     | Paul Dimoff                              | französischer Romanist und Literaturwissenschaftler                                                          | 93    |       |
| April     | René Rapin                               | Schweizer Anglist                                                                                            |       |       |
| April     | Walter Summers                           | britischer Drehbuchautor, Filmregisseur und Filmproduzent                                                    | 80    |       |

## Mai
| Tag     | Name                                      | Beruf, bekannt als                                                                                              | Alter | Beleg |
| ------- | ----------------------------------------- | --- | ----- | ----- |
| 1. Mai  | Gerard Clauson                            | britischer Orientalist und Diplomat                                                                             | 82    |       |
| 1. Mai  | Alberto Gómez                             | argentinischer Schauspieler, Tangosänger und -komponist                                                         | 68    |       |
| 1. Mai  | Paul Jacobs                               | kanadischer Eishockeyspieler                                                                                    | 79    |       |
| 1. Mai  | Hakim Jamal                               | afroamerikanischer Aktivist                                                                                     | 42    |       |
| 1. Mai  | Asger Jorn                                | dänischer Maler und Essayist                                                                                    | 59    |       |
| 1. Mai  | Robert Michaelis                          | deutscher Jurist und Richter                                                                                    | 69    |       |
| 1. Mai  | Albert Wynn                               | US-amerikanischer Jazz-Posaunist                                                                                | 65    |       |
| 2. Mai  | Akama Bunzō                               | japanischer Politiker (Liberale Partei, LDP)                                                                    | 73    |       |
| 2. Mai  | Bruno Grothe                              | deutscher Gestapobeamter                                                                                        | 74    |       |
| 2. Mai  | Sándor Hautzinger                         | ungarischer Ruderer                                                                                             | 87    |       |
| 2. Mai  | Georg Graf Henckel von Donnersmarck       | deutscher Politiker (CSU), MdB                                                                                  | 70    |       |
| 2. Mai  | Edward Louis Heston                       | US-amerikanischer Ordensgeistlicher, Kurienerzbischof der römisch-katholischen Kirche                           | 65    |       |
| 2. Mai  | June Hutton                               | US-amerikanische Sängerin                                                                                       | 52    |       |
| 2. Mai  | Alfred Kercher                            | deutscher Kommunalpolitiker                                                                                     | 71    |       |
| 2. Mai  | Wilfrid Gordon Lindsell                   | britischer Generalleutnant                                                                                      | 88    |       |
| 3. Mai  | Laurence Allen Abercrombie                | amerikanischer Konteradmiral der United States Navy                                                             | 75    |       |
| 3. Mai  | Xenia Boguslawskaja                       | russische Malerin                                                                                               | 81    |       |
| 3. Mai  | Jean Bosc                                 | französischer Zeichner und Karikaturist                                                                         | 48    |       |
| 3. Mai  | Georges Filipinetti                       | Schweizer Unternehmer                                                                                           | 65    |       |
| 3. Mai  | Daryll Forde                              | britischer Anthropologe, Ethnologe und Afrikanist                                                               | 71    |       |
| 3. Mai  | Fritz Löser                               | deutscher Politiker (NSDAP), Landrat                                                                            | 80    |       |
| 3. Mai  | José Eugênio Müller                       | brasilianischer Kommunalpolitiker                                                                               | 83    |       |
| 3. Mai  | Juri Alexejewitsch Wasnezow               | russischer Künstler                                                                                             | 73    |       |
| 4. Mai  | Anton Ackermann                           | deutscher Politiker (SED), MdV, SED-Funktionär und Kandidat des Politbüros des Zentralkomitees der SED          | 67    |       |
| 4. Mai  | Jane Bowles                               | US-amerikanische Schriftstellerin und Dramatikerin                                                              | 56    |       |
| 4. Mai  | Leslie Frost                              | kanadischer Rechtsanwalt, Politiker und Premierminister von Ontario (1949–1961)                                 | 77    |       |
| 4. Mai  | Adalbert Gimbel                           | deutscher Politiker (NSDAP), MdR                                                                                | 75    |       |
| 4. Mai  | Alexander B. Gutman                       | US-amerikanischer Mediziner                                                                                     | 70    |       |
| 4. Mai  | César Pérez Sentenat                      | kubanischer Pianist und Komponist                                                                               | 76    |       |
| 4. Mai  | Wilhelm Simpfendörfer                     | deutscher Politiker (CSVD, CDU), MdR, MdL                                                                       | 84    |       |
| 4. Mai  | Robert Wetekam                            | deutscher Pädagoge, Genealoge und Heimatforscher                                                                | 74    |       |
| 4. Mai  | Gustav Wolff                              | Politiker Rheinland-Pfalz                                                                                       | 79    |       |
| 5. Mai  | Helmut Bazille                            | deutscher Politiker (SPD), MdB                                                                                  | 52    |       |
| 5. Mai  | Herbert Felix                             | österreichisch-schwedischer Unternehmer                                                                         | 64    |       |
| 5. Mai  | Thomas W. Miller                          | US-amerikanischer Politiker                                                                                     | 86    |       |
| 5. Mai  | Heinrich Zinnkann                         | deutscher Gewerkschafter und Politiker (SPD), hessischer Staatsminister, Präsident des hessischen Landtags      | 87    |       |
| 6. Mai  | Wilhelm Barner                            | deutscher Lehrer und Heimatforscher                                                                             | 79    |       |
| 6. Mai  | Erich Hönisch                             | deutscher Politiker (SED)                                                                                       | 52    |       |
| 6. Mai  | Heinz Kapitän                             | deutscher Fußballspieler                                                                                        | 58    |       |
| 6. Mai  | Ernest MacMillan                          | kanadischer Komponist, Dirigent, Organist und Musikpädagoge                                                     | 79    |       |
| 6. Mai  | Auguste Mudry                             | französischer Politiker (PCF), Mitglied der Nationalversammlung                                                 | 59    |       |
| 7. Mai  | Herbert Brean                             | US-amerikanischer Journalist und Schriftsteller                                                                 | 65    |       |
| 7. Mai  | Joseph Ehrenfried Hofmann                 | deutscher Mathematikhistoriker                                                                                  | 73    |       |
| 7. Mai  | Egon Hostovský                            | tschechisch-jüdischer Schriftsteller                                                                            | 65    |       |
| 7. Mai  | Walter von Keudell                        | deutscher Forstmann, Jurist und Politiker (DNVP, NSDAP, CDU), MdR, Reichsminister                               | 88    |       |
| 7. Mai  | Josef Krastel                             | österreichischer Schauspieler und Regisseur                                                                     | 73    |       |
| 7. Mai  | Arcadio María Larraona                    | spanischer Kardinal der römisch-katholischen Kirche                                                             | 85    |       |
| 7. Mai  | Luis Rauschhuber                          | deutscher Bildhauer                                                                                             | 68    |       |
| 7. Mai  | Chris Tuerlinx                            | belgischer Automobilrennfahrer                                                                                  |       |       |
| 7. Mai  | Wolfgang von Welck                        | deutscher Diplomat                                                                                              | 71    |       |
| 8. Mai  | Heinrich Birk                             | Rebenzüchter und Experte für Weinbau                                                                            | 74    |       |
| 8. Mai  | Henk de Hoog                              | niederländischer Radrennfahrer                                                                                  | 54    |       |
| 8. Mai  | Else Knake                                | deutsche Medizinerin, Zellforscherin und Hochschullehrerin                                                      | 71    |       |
| 8. Mai  | Henry Ormond                              | deutscher Rechtsanwalt                                                                                          | 71    |       |
| 8. Mai  | Franz E. Rosenthal                        | deutscher Arzt                                                                                                  | 87    |       |
| 8. Mai  | Alexander A. Vandegrift                   | US-amerikanischer General                                                                                       | 86    |       |
| 9. Mai  | Lionel Cohen, Baron Cohen                 | britischer Jurist                                                                                               | 85    |       |
| 9. Mai  | Käte Schaller-Härlin                      | deutsche Porträtmalerin                                                                                         | 95    |       |
| 9. Mai  | Hans-Joachim Tomczak                      | deutscher Wirtschaftsfunktionär, Mitglied des ZK der SED                                                        | 46    |       |
| 9. Mai  | Kurt Voigt                                | deutscher Fußballspieler                                                                                        | 45    |       |
| 9. Mai  | Mark Wessel                               | US-amerikanischer Komponist, Pianist und Musikpädagoge                                                          | 79    |       |
| 10. Mai | Jeanne Coyne                              | US-amerikanische Broadway-Tänzerin, Choreographin und Schauspielerin                                            | 50    |       |
| 10. Mai | Walter Dahms                              | deutscher Journalist, Musikkritiker, Komponist und Übersetzer                                                   | 85    |       |
| 10. Mai | Georg Grosse                              | deutscher Politiker (CDU)                                                                                       | 72    |       |
| 10. Mai | Horst Sellentin                           | deutscher Bariton und Chorleiter                                                                                | 50    |       |
| 11. Mai | Bohdan Arct                               | polnischer Autor und Jagdflieger                                                                                | 58    |       |
| 11. Mai | Lex Barker                                | US-amerikanischer Schauspieler                                                                                  | 54    |       |
| 11. Mai | Odd Grüner-Hegge                          | norwegischer Komponist, Pianist und Dirigent                                                                    | 73    |       |
| 11. Mai | Grigori Michailowitsch Kosinzew           | sowjetischer Regisseur und Drehbuchautor                                                                        | 68    |       |
| 11. Mai | Wilhelm Lantermann                        | deutscher Politiker (SPD), MdL, MdB                                                                             | 73    |       |
| 11. Mai | Alfred Slawik                             | österreichischer SS-Oberscharführer und Täter des Holocaust                                                     | 59    |       |
| 11. Mai | Saltschak Kalbakchorekowitsch Toka        | tuwinischer Politiker                                                                                           | 71    |       |
| 12. Mai | Raffaele Baratta                          | italienischer römisch-katholischer Erzbischof                                                                   | 83    |       |
| 12. Mai | Monika Ertl                               | deutschstämmige Angehörige des bewaffneten politischen Untergrunds in Bolivien                                  | 35    |       |
| 12. Mai | Willy Gebhardt                            | deutscher Redakteur und Politiker (SED)                                                                         | 71    |       |
| 12. Mai | Frances Marion                            | US-amerikanische Drehbuchautorin                                                                                | 84    |       |
| 12. Mai | Friedrich Justus Heinrich Middendorff     | deutscher evangelischer Theologe                                                                                | 90    |       |
| 12. Mai | Art Pollard                               | US-amerikanischer Rennfahrer                                                                                    | 46    |       |
| 12. Mai | Edith Tudor-Hart                          | österreichisch-britische Fotografin und sowjetische Agentin                                                     | 64    |       |
| 13. Mai | Fritz Böhmer                              | deutscher Politiker der CDU                                                                                     | 74    |       |
| 13. Mai | Hans Brasch                               | deutscher Maler                                                                                                 | 91    |       |
| 13. Mai | Louis Dekker                              | niederländischer Ruderer                                                                                        | 78    |       |
| 13. Mai | Kuno Fiedler                              | deutsch-schweizerischer Pfarrer und Autor                                                                       | 78    |       |
| 13. Mai | Paul Jouve                                | französischer Maler, Zeichner, Bildhauer und Illustrator                                                        | 95    |       |
| 13. Mai | Dries Riphagen                            | niederländischer Krimineller                                                                                    | 63    |       |
| 14. Mai | Gerhard Brennecke                         | deutscher Theologe                                                                                              | 57    |       |
| 14. Mai | Alfred Cyril Ewing                        | britischer Philosoph                                                                                            | 74    |       |
| 14. Mai | Willibald Gatter                          | sudetendeutscher Automobilfabrikant                                                                             | 76    |       |
| 14. Mai | Jean Gebser                               | deutsch-schweizerischer Bewusstseinsforscher                                                                    | 67    |       |
| 14. Mai | Hans Haas                                 | österreichischer Gewichtheber                                                                                   | 66    |       |
| 14. Mai | Fritz Hartung                             | deutscher Jurist                                                                                                | 89    |       |
| 14. Mai | Josef Hoegen                              | deutscher Gestapo-Beamter                                                                                       | 74    |       |
| 14. Mai | Harry Kloepfer                            | deutscher Chemiker                                                                                              | 76    |       |
| 14. Mai | Siegfried Kroboth                         | deutsches Todesopfer an der Berliner Mauer                                                                      | 5     |       |
| 14. Mai | Harry Kuhn                                | deutscher KPD-Funktionär, antifaschistischer Widerstandskämpfer, Generalsekretär der Vereinigung der Verfolg... | 72    |       |
| 14. Mai | Cobb Rooney                               | US-amerikanischer American-Football-Spieler                                                                     | 73    |       |
| 14. Mai | Raymond Schwartz                          | französischer Esperantoschriftsteller und Bankdirektor                                                          | 79    |       |
| 14. Mai | Elmer Snowden                             | US-amerikanischer Musiker                                                                                       | 72    |       |
| 15. Mai | Otto Charles Bänninger                    | Schweizer Steinbildhauer, Bronzeplastiker und Zeichner                                                          | 76    |       |
| 15. Mai | Hans Barion                               | deutscher katholischer Kirchenrechtler                                                                          | 73    |       |
| 15. Mai | Hans Albert Ebbecke                       | Literaturwissenschaftler, Sänger                                                                                | 80    |       |
| 15. Mai | Paul Klemp                                | deutscher Kapitän und Gauamtsleiter                                                                             | 74    |       |
| 15. Mai | Eugen von Ledebur                         | österreichischer Illustrator und Zeichner                                                                       | 63    |       |
| 15. Mai | Eugene Rabinowitch                        | US-amerikanischer Chemiker und Biophysiker                                                                      | 72    |       |
| 15. Mai | Fritz Ris                                 | deutscher Ingenieur und Unternehmer                                                                             | 75    |       |
| 15. Mai | Laurance Safford                          | amerikanischer Kryptologe                                                                                       | 79    |       |
| 15. Mai | Andrés Selich Chop                        | bolivianischer Militär, Politiker und Diplomat                                                                  | 45    |       |
| 15. Mai | Wilhelm Wimmer                            | deutscher Offizier, zuletzt General der Flieger                                                                 | 83    |       |
| 16. Mai | Robert Bréard                             | französischer Komponist                                                                                         | 79    |       |
| 16. Mai | Paul Werner Gast                          | US-amerikanischer Geochemiker                                                                                   | 42    |       |
| 16. Mai | Albert Paris Gütersloh                    | österreichischer Maler und Schriftsteller                                                                       | 86    |       |
| 16. Mai | Napoléon-Alexandre Labrie                 | kanadischer römisch-katholischer Geistlicher, Bischof von Baie-Comeau                                           | 79    |       |
| 16. Mai | Jacques Lipchitz                          | litauisch-französisch-amerikanischer Bildhauer                                                                  | 81    |       |
| 17. Mai | João da Silva Correia                     | portugiesischer Schriftsteller und Journalist                                                                   | 76    |       |
| 17. Mai | Sherwood Dixon                            | US-amerikanischer Politiker                                                                                     | 76    |       |
| 18. Mai | Wilhelm Baur                              | deutscher Verleger und Politiker (CDU)                                                                          | 78    |       |
| 18. Mai | Dieudonné Costes                          | französischer Pilot                                                                                             | 80    |       |
| 18. Mai | Alberto Denegri                           | peruanischer Fußballspieler und -trainer                                                                        | 66    |       |
| 18. Mai | Gustav Glück                              | österreichischer Bankier, Kunstförderer und Autor                                                               | 71    |       |
| 18. Mai | İbrahim Kaypakkaya                        | türkischer Revolutionär und Gründer der Kommunistischen Partei der Türkei/Marxisten-Leninisten                  |       |       |
| 18. Mai | Josef Laumer                              | deutscher Politiker                                                                                             | 86    |       |
| 18. Mai | Ronald Buchanan McCallum                  | britischer Historiker und Professor                                                                             | 74    |       |
| 18. Mai | Harry Metterhausen                        | deutscher Politiker (SPD), MdL                                                                                  | 72    |       |
| 18. Mai | Jeannette Rankin                          | US-amerikanische Politikerin, Frauenrechtlerin und Friedensaktivistin                                           | 92    |       |
| 18. Mai | Edith Rauschning-Asher                    | deutsche Rechtsanwältin und Politikerin (CDU), MdHB                                                             | 68    |       |
| 18. Mai | Avraham Shlonsky                          | israelischer Schriftsteller und Übersetzer                                                                      | 73    |       |
| 19. Mai | Alfred Fleisch                            | Schweizer Physiologe                                                                                            | 80    |       |
| 19. Mai | Ernst Tessloff                            | deutscher Verleger und Politiker (SPD), MdHB                                                                    | 85    |       |
| 19. Mai | Eduard Zentgraf                           | deutscher Forstwissenschaftler                                                                                  | 90    |       |
| 19. Mai | Anton Zwerina                             | österreichischer Gewichtheber                                                                                   | 72    |       |
| 20. Mai | Charles Brasch                            | neuseeländischer Dichter, Herausgeber, Übersetzer                                                               | 63    |       |
| 20. Mai | Philipp Keller                            | deutscher Arzt und Schriftsteller                                                                               | 81    |       |
| 20. Mai | Frank McCool                              | kanadischer Eishockeytorwart                                                                                    | 54    |       |
| 20. Mai | Renzo Pasolini                            | italienischer Motorradrennfahrer                                                                                | 34    |       |
| 20. Mai | Jarno Saarinen                            | finnischer Motorradrennfahrer                                                                                   | 27    |       |
| 20. Mai | Günter Sarée                              | deutscher Konzeptkünstler                                                                                       | 33    |       |
| 20. Mai | Hans Zehetner                             | österreichischer Szenenbildner                                                                                  | 59    |       |
| 21. Mai | František Bartoš                          | böhmischer Komponist                                                                                            | 67    |       |
| 21. Mai | Rudolf Degkwitz                           | deutscher Ordinarius für Kinderheilkunde                                                                        | 84    |       |
| 21. Mai | Carlo Emilio Gadda                        | italienischer Schriftsteller                                                                                    | 79    |       |
| 21. Mai | Eberhard Hasche                           | deutscher Chirurg                                                                                               | 52    |       |
| 21. Mai | Iwan Stepanowitsch Konew                  | sowjetischer Marschall                                                                                          | 75    |       |
| 21. Mai | Grigore Moisil                            | rumänischer Mathematiker                                                                                        | 67    |       |
| 21. Mai | Vaughn Monroe                             | US-amerikanischer Sänger, Bandleader und Trompeter                                                              | 61    |       |
| 22. Mai | Melpo Axioti                              | griechische Schriftstellerin                                                                                    | 67    |       |
| 22. Mai | Josef Fink                                | österreichischer Politiker (ÖVP), Landtagsabgeordneter, Abgeordneter zum Nationalrat                            | 79    |       |
| 22. Mai | Hellmut Girardet                          | deutscher Verleger                                                                                              | 70    |       |
| 22. Mai | Max Graeff                                | deutscher Jurist                                                                                                | 77    |       |
| 22. Mai | Franz Schmidt                             | deutscher Kommunalpolitiker (CDU)                                                                               | 73    |       |
| 23. Mai | Josef Feldner                             | österreichischer Kinderarzt                                                                                     | 86    |       |
| 23. Mai | Joseph Francis Flannelly                  | US-amerikanischer Geistlicher, Weihbischof in New York                                                          | 78    |       |
| 23. Mai | Alois Podhajsky                           | österreichischer Reiter und Sachbuchautor                                                                       | 75    |       |
| 24. Mai | Fritz Becker                              | deutscher Architekt und Hochschullehrer                                                                         | 90    |       |
| 24. Mai | Walter Donaldson                          | schottischer Snookerspieler                                                                                     | 66    |       |
| 24. Mai | Kurt Freyer                               | deutsch-israelischer Kunsthistoriker und Antiquar                                                               | 87    |       |
| 24. Mai | Dirk Fock                                 | niederländischer Dirigent und Komponist                                                                         | 86    |       |
| 24. Mai | Erich Gutzeit                             | deutscher Komponist, Arrangeur und Dirigent von Unterhaltungsmusik                                              | 74    |       |
| 24. Mai | William Oswald Mills                      | US-amerikanischer Politiker                                                                                     | 48    |       |
| 24. Mai | Frank Paparelli                           | US-amerikanischer Jazzpianist, Komponist und Autor                                                              | 55    |       |
| 25. Mai | Siegfried Melinski                        | deutscher Politiker (GB/BHE), MdL                                                                               | 58    |       |
| 25. Mai | Sid Phillips                              | britischer Jazz-Musiker, Arrangeur, Komponist und Bandleader                                                    | 65    |       |
| 26. Mai | Alice Hechy                               | deutsche Schauspielerin und Sängerin (Sopran)                                                                   | 79    |       |
| 26. Mai | J. C. Higginbotham                        | amerikanischer Jazz-Posaunist                                                                                   | 67    |       |
| 26. Mai | Nils Krüger                               | deutscher Schriftsteller                                                                                        | 74    |       |
| 26. Mai | Fritz Kuchen                              | Schweizer Sportschütze                                                                                          | 95    |       |
| 26. Mai | Karl Löwith                               | deutscher Philosoph                                                                                             | 76    |       |
| 27. Mai | Constantin Daicoviciu                     | rumänischer Althistoriker, Provinzialrömischer Archäologe und Politiker                                         | 75    |       |
| 27. Mai | Hans Gummel                               | deutscher Chirurg und Onkologe                                                                                  | 64    |       |
| 27. Mai | Eero Hyvärinen                            | finnischer Gerätturner                                                                                          | 83    |       |
| 27. Mai | Michail Dmitrijewitsch Millionschtschikow | russischer Mathematiker und Physiker                                                                            | 60    |       |
| 27. Mai | Rudolf Rauh                               | deutscher Historiker und Archivar                                                                               | 65    |       |
| 28. Mai | Walther Emeis                             | deutscher Biologe und Naturschützer                                                                             | 82    |       |
| 28. Mai | Samuel Henri Geiser                       | Schweizer Landwirt und Täuferforscher                                                                           | 88    |       |
| 28. Mai | Albrecht Gruber                           | deutscher Verleger                                                                                              | 71    |       |
| 28. Mai | Johannes von Guenther                     | deutscher Schriftsteller                                                                                        | 87    |       |
| 28. Mai | Friedrich Meuring                         | niederländischer Schwimmer                                                                                      | 90    |       |
| 28. Mai | Hans Schmidt-Isserstedt                   | deutscher Dirigent                                                                                              | 73    |       |
| 29. Mai | Paul Bindel                               | deutscher Maler, Zeichner und Kunsterzieher                                                                     | 79    |       |
| 29. Mai | Volly De Faut                             | US-amerikanischer Jazzsaxophonist und Klarinettist                                                              | 69    |       |
| 29. Mai | Gustav Großmann                           | deutscher Psychologe, Autor und Fischermeister                                                                  | 80    |       |
| 29. Mai | P. Ramlee                                 | malaysischer Schauspieler                                                                                       | 44    |       |
| 29. Mai | Johann Schäfer                            | deutscher Wirtschaftsjournalist                                                                                 | 80    |       |
| 29. Mai | Hans Voß                                  | deutscher Konteradmiral im Zweiten Weltkrieg                                                                    | 79    |       |
| 29. Mai | Else Wenz-Viëtor                          | deutsche Kinderbuchillustratorin                                                                                | 91    |       |
| 30. Mai | Jørgen Andersen                           | norwegischer Turner                                                                                             | 87    |       |
| 30. Mai | Emil-Joachim Birr                         | deutscher Chemiker                                                                                              | 70    |       |
| 30. Mai | Willy Jähne                               | deutscher Gebrauchsgrafiker                                                                                     | 67    |       |
| 30. Mai | Herman Witte                              | niederländischer Politiker                                                                                      | 63    |       |
| 31. Mai | Anton Collin                              | finnischer Skilangläufer und Radrennfahrer                                                                      | 81    |       |
| 31. Mai | Albert van Giffen                         | niederländischer Archäologe, Botaniker und Zoologe                                                              | 89    |       |
| 31. Mai | Thomas Girgensohn                         | deutscher SA-Führer und paramilitärischer Aktivist                                                              | 75    |       |
| 31. Mai | Mieczysław Kosz                           | polnischer Jazzpianist                                                                                          | 29    |       |
| 31. Mai | Alexandra Sorina                          | russische Schauspielerin                                                                                        | 73    |       |
| 31. Mai | Johannes Steudel                          | deutscher Medizinhistoriker                                                                                     | 72    |       |
| 31. Mai | Paolo Thaon di Revel                      | italienischer Degenfechter                                                                                      | 85    |       |
| 31. Mai | Paul White                                | US-amerikanischer Komponist, Geiger, Dirigent und Musikpädagoge                                                 | 77    |       |
| Mai     | Oswald Hafenrichter                       | US-amerikanischer Filmeditor                                                                                    | 74    |       |
| Mai     | Smoky Babe                                | US-amerikanischer Bluesmusiker                                                                                  | 45    |       |

## Juni
| Tag      | Name                                     | Beruf, bekannt als                                                                                 | Alter | Beleg |
| -------- | ---------------------------------------- | -------------------------------------------------------------------------------------------------- | ----- | ----- |
| 1. Juni  | Maurice Dekobra                          | französischer Schriftsteller, Journalist und Übersetzer                                            | 88    |       |
| 1. Juni  | Johann Feltrup                           | deutscher lutherischer Theologe                                                                    | 87    |       |
| 1. Juni  | Mary Kornman                             | US-amerikanische Schauspielerin                                                                    | 57    |       |
| 1. Juni  | Georg Krauß                              | deutscher Unternehmer und Politiker (CSU), MdL                                                     | 57    |       |
| 1. Juni  | Helen Parkhurst                          | US-amerikanische Reformpädagogin                                                                   | 87    |       |
| 1. Juni  | Alexander Sturm                          | deutscher Arzt                                                                                     | 71    |       |
| 2. Juni  | Carl Becker                              | deutscher klassischer Philologe                                                                    | 47    |       |
| 2. Juni  | Alberto Curci                            | italienischer Violinist und Komponist                                                              | 86    |       |
| 2. Juni  | Emil Höring                              | deutscher SS-Gruppenführer und Polizeigeneral                                                      | 82    |       |
| 2. Juni  | Constantin Prinz zu Hohenlohe-Langenburg | deutscher Maler, Denkmalpfleger und Museumsleiter                                                  | 79    |       |
| 2. Juni  | Johann Rotter                            | österreichischer Politiker, Landtagsabgeordneter im Burgenland                                     | 67    |       |
| 2. Juni  | Max Sachsenheimer                        | deutscher Offizier, zuletzt Generalmajor                                                           | 63    |       |
| 2. Juni  | Erwin Stengel                            | österreichisch-britischer Psychiater                                                               | 71    |       |
| 2. Juni  | Zhang Dongsun                            | chinesischer Philosoph, Intellektueller und politischer Aktivist                                   | 86    |       |
| 3. Juni  | Jean Batmale                             | französischer Fußballspieler und Jurist                                                            | 77    |       |
| 3. Juni  | Walter Bodmer                            | Schweizer Maler und Bildhauer                                                                      | 69    |       |
| 3. Juni  | Eric Errington, 1. Baronet               | britischer Politiker (Conservative Party), Mitglied des House of Commons                           | 73    |       |
| 3. Juni  | Nikolai Fjodorowitsch Kolin              | russischer Schauspieler                                                                            | 95    |       |
| 3. Juni  | Hans Lubinus                             | deutscher Chirurg                                                                                  | 79    |       |
| 3. Juni  | Edward Mitens                            | färöischer Schriftsteller, Beamter, Rechtsanwalt und Politiker des Sjálvstýrisflokkurin            | 83    |       |
| 3. Juni  | Roop Kishore Shorey                      | indischer Filmregisseur und -produzent des Panjabi- und des Hindi-Film                             | 59    |       |
| 4. Juni  | Ludwig Armbruster                        | deutscher Zoologe                                                                                  | 86    |       |
| 4. Juni  | Arna Bontemps                            | US-amerikanischer Schriftsteller                                                                   | 70    |       |
| 4. Juni  | Maurice René Fréchet                     | französischer Mathematiker                                                                         | 94    |       |
| 4. Juni  | Horst Kubuteit                           | deutscher Fußballspieler                                                                           | 25    |       |
| 4. Juni  | Murry Wilson                             | US-amerikanischer Musiker und Musikmanager                                                         | 55    |       |
| 5. Juni  | Gösta Dunker                             | schwedischer Fußballspieler                                                                        | 67    |       |
| 5. Juni  | Edwin Herbert, Baron Tangley             | britischer Jurist                                                                                  | 73    |       |
| 5. Juni  | Elisabeth Hunaeus                        | deutsche Jugendleiterin, Pädagogin und Schulgründerin                                              | 79    |       |
| 5. Juni  | Werner Jadassohn                         | Schweizer Dermatologe                                                                              |       |       |
| 5. Juni  | Helmut Kumpf                             | deutscher Politiker (CDU), MdL                                                                     | 45    |       |
| 5. Juni  | Philippe Lefebure                        | französischer Eishockeytorwart                                                                     | 64    |       |
| 5. Juni  | Will Thonett                             | deutscher Künstler                                                                                 | 41    |       |
| 06. Juni | Åke Borg                                 | schwedischer Schwimmer                                                                             | 71    |       |
| 06. Juni | Henri De Pauw                            | belgischer Wasserballspieler                                                                       | 62    |       |
| 6. Juni  | Martin Dietrich                          | deutscher Kapitänleutnant und Oberst der Luftwaffe                                                 | 90    |       |
| 6. Juni  | Mikko Hyvärinen                          | finnischer Gerätturner                                                                             | 84    |       |
| 6. Juni  | Paul Klatt                               | deutscher Generalleutnant im Zweiten Weltkrieg und Kommandeur der 3. Gebirgs-Division (Wehrmacht)  | 76    |       |
| 6. Juni  | Helmut Krommer                           | tschechoslowakisch-US-amerikanischer Maler und Grafiker                                            | 81    |       |
| 6. Juni  | Franz Lau                                | deutscher lutherischer Theologe                                                                    | 66    |       |
| 6. Juni  | Max Le Verrier                           | französischer Bildhauer                                                                            | 82    |       |
| 6. Juni  | Lore Noack-Heuck                         | deutsche Kunsthistorikerin                                                                         | 71    |       |
| 6. Juni  | Georg von Rittberg                       | deutscher Offizier, zuletzt Generalleutnant im Zweiten Weltkrieg                                   | 75    |       |
| 06. Juni | Josip Škrabl                             | jugoslawischer Radrennfahrer                                                                       | 70    |       |
| 6. Juni  | Heinz Stroh                              | deutscher Mediziner und ärztlicher Standespolitiker                                                | 55    |       |
| 7. Juni  | Hermann Arnold                           | deutscher Fabrikant                                                                                | 85    |       |
| 7. Juni  | Ahmed Fakhry                             | ägyptischer Ägyptologe                                                                             | 68    |       |
| 7. Juni  | Hans Glauning                            | deutscher nationalsozialistischer Studentenführer und Rechtsanwalt                                 | 67    |       |
| 7. Juni  | Kurt Jeschko                             | österreichischer Sportjournalist und Fernsehmoderator                                              | 53    |       |
| 7. Juni  | Christine Lavant                         | österreichische Schriftstellerin                                                                   | 57    |       |
| 7. Juni  | Maurice Pelling                          | englischer Artdirector und Szenenbildner                                                           |       |       |
| 8. Juni  | Marjery Bryce                            | englisch-britische Suffragette                                                                     | 81    |       |
| 8. Juni  | Walter Dexel                             | deutscher Maler, Werbegrafiker, Designer, Verkehrsplaner, Kunsthistoriker und Museumsleiter        | 83    |       |
| 8. Juni  | Emmy Göring                              | deutsche Schauspielerin und die zweite Ehefrau von Hermann Göring                                  | 80    |       |
| 8. Juni  | Tubby Hayes                              | britischer Jazzmusiker                                                                             | 38    |       |
| 8. Juni  | Theodor Hornbostel                       | österreichischer Politiker und Diplomat                                                            | 84    |       |
| 8. Juni  | Natalija Polonska-Wassylenko             | ukrainische Historikerin                                                                           | 89    |       |
| 9. Juni  | Ernst Appel                              | Rabbiner in Bingen am Rhein und in Dortmund                                                        | 89    |       |
| 9. Juni  | John Creasey                             | englischer Schriftsteller                                                                          | 64    |       |
| 9. Juni  | Werner Laskowski                         | deutscher Verwaltungsjurist                                                                        | 64    |       |
| 9. Juni  | Fritz Morel                              | Schweizer Organist, Komponist, Musikpädagoge und Auto                                              | 72    |       |
| 9. Juni  | Ferdinand Scheminzky                     | österreichischer Physiologe und Balneologe                                                         | 74    |       |
| 9. Juni  | Allie Edward Stokes Stephens             | US-amerikanischer Politiker                                                                        | 73    |       |
| 9. Juni  | Elisabeth Thury                          | österreichische Journalistin                                                                       | 79    |       |
| 10. Juni | Albert Berg                              | deutscher Politiker (SPD, DFU), MdHB                                                               | 71    |       |
| 10. Juni | William Inge                             | US-amerikanischer Dramatiker                                                                       | 60    |       |
| 10. Juni | Erich von Manstein                       | deutscher Generalfeldmarschall im Zweiten Weltkrieg                                                | 85    |       |
| 10. Juni | Manuel Parada                            | spanischer Filmkomponist                                                                           | 61    |       |
| 10. Juni | Werner Pünder                            | deutscher Jurist                                                                                   | 87    |       |
| 11. Juni | Herbert Constam                          | Schweizer Offizier und Jurist                                                                      | 87    |       |
| 11. Juni | Charlotte Ernst                          | dänische Schauspielerin und Tänzerin                                                               | 34    |       |
| 11. Juni | Claes Gill                               | norwegischer Schriftsteller, Journalist, Dichter und Schauspieler                                  | 62    |       |
| 11. Juni | Josef Hieß                               | österreichischer Lehrer, Schriftsteller und NS-Propagandist                                        | 69    |       |
| 11. Juni | Reinaldo Paseiro Rodríguez               | kubanischer Radrennfahrer                                                                          | 48    |       |
| 11. Juni | Folke Rogard                             | schwedischer Schachfunktionär                                                                      | 73    |       |
| 11. Juni | Karl Schober                             | deutscher Politiker (SPD), Mitglied der Stadtverordnetenversammlung von Groß-Berlin                | 74    |       |
| 11. Juni | Roy J. Turner                            | US-amerikanischer Politiker (Demokratische Partei)                                                 | 78    |       |
| 12. Juni | Martin Höchstädter                       | deutsch-liechtensteiner Kabelfachmann                                                              | 90    |       |
| 12. Juni | Wilhelm Hollstein                        | deutscher Bodenkundler                                                                             | 75    |       |
| 12. Juni | Sailor Jerry                             | US-amerikanischer Tattookünstler                                                                   | 62    |       |
| 12. Juni | Fritz Kredel                             | deutscher Grafiker und Illustrator                                                                 | 73    |       |
| 12. Juni | Charlotte Mahler                         | deutsche Ärztin                                                                                    | 78    |       |
| 12. Juni | Erich Peter Neumann                      | deutscher Journalist und Politiker (CDU), MdB                                                      | 60    |       |
| 12. Juni | Nils Hjalmar Odhner                      | schwedischer Malakologe                                                                            | 88    |       |
| 12. Juni | Paolo Saglietto                          | italienischer Dokumentarfilmregisseur                                                              | 49    |       |
| 12. Juni | Theophila von Wassilko                   | österreichische Historikerin und Oberstaatsarchivarin                                              | 79    |       |
| 13. Juni | Jonas Aistis                             | litauischer Dichter und Essayist                                                                   | 68    |       |
| 13. Juni | Ľudovít Benada                           | slowakischer kommunistischer Politiker                                                             | 73    |       |
| 13. Juni | Virginio Bertinelli                      | italienischer Politiker (PSDI)                                                                     | 71    |       |
| 13. Juni | Francesco Chiesa                         | Schweizer Schriftsteller                                                                           | 101   |       |
| 13. Juni | Ram Nath Chopra                          | indischer Pharmakologe                                                                             | 90    |       |
| 13. Juni | Yoro Diakité                             | malischer Premierminister                                                                          | 40    |       |
| 13. Juni | Trofim Fjodorowitsch Lomakin             | sowjetischer Gewichtheber                                                                          | 48    |       |
| 13. Juni | German Grigorjewitsch Okunew             | russischer Komponist                                                                               | 41    |       |
| 13. Juni | Gunnar Tilander                          | schwedischer Romanist und Jagdwissenschaftler                                                      | 78    |       |
| 14. Juni | Jan Stallich                             | tschechoslowakischer Kameramann                                                                    | 66    |       |
| 14. Juni | Rudolf Ernst Wiesner                     | deutscher Politiker (NSDAP), MdR, Mitglied des Sejm                                                | 82    |       |
| 15. Juni | Franz Xaver Michels                      | deutscher Geologe, Ingenieur und Unternehmer                                                       | 72    |       |
| 15. Juni | Giovanni Pettine                         | italienischer Stummfilmregisseur und Produktionsleiter                                             | 89    |       |
| 15. Juni | Walter von Sybel                         | preußischer Verwaltungsjurist, Landrat und Regierungspräsident in Koblenz                          | 90    |       |
| 16. Juni | Franz Czernicky                          | österreichischer Fußballspieler und -trainer                                                       | 70    |       |
| 16. Juni | Alfred Ernout                            | französischer Altphilologe                                                                         | 93    |       |
| 16. Juni | Karl Hamann                              | deutscher Politiker (LDPD), MdV, Handelsminister der DDR                                           | 70    |       |
| 16. Juni | Peterheinrich Kirchhoff                  | deutscher Unternehmer und Politiker (CDU), MdB                                                     | 87    |       |
| 16. Juni | Rudolf Plank                             | russischstämmiger deutscher Ingenieur, Kälteforscher und Universitätsrektor                        | 86    |       |
| 16. Juni | Carlos Roldán                            | uruguayischer Tangosänger und Schauspieler                                                         | 59    |       |
| 16. Juni | Karlgeorg Schuster                       | deutscher Marineoffizier, zuletzt Admiral im Zweiten Weltkrieg                                     | 86    |       |
| 17. Juni | Hans Bernhard                            | österreichischer Kaufmann                                                                          | 76    |       |
| 17. Juni | Luis van Rooten                          | mexikanischer Architekt, Schriftsteller und Schauspieler beim US-amerikanischen Film und Fernsehen | 66    |       |
| 17. Juni | Nils Sandström                           | schwedischer Sprinter                                                                              | 79    |       |
| 17. Juni | Heinrich Wiepking-Jürgensmann            | deutscher Landschaftsarchitekt und Hochschullehrer                                                 | 82    |       |
| 18. Juni | Georges Bonnet                           | französischer Politiker, Mitglied der Nationalversammlung und Außenminister                        | 83    |       |
| 18. Juni | Roger Delgado                            | britischer Schauspieler                                                                            | 55    |       |
| 18. Juni | Martin Kohler                            | deutscher Politiker (NSDAP), MdR                                                                   | 78    |       |
| 18. Juni | Theodor Krancke                          | deutscher Admiral im Zweiten Weltkrieg                                                             | 80    |       |
| 18. Juni | Fritz Mahler                             | US-amerikanischer Dirigent österreichischer Abstammung                                             | 71    |       |
| 18. Juni | Steve Seymour                            | US-amerikanischer Leichtathlet                                                                     | 52    |       |
| 19. Juni | Gustaf Molander                          | schwedischer Regisseur und Drehbuchautor                                                           | 84    |       |
| 20. Juni | Otto Franz Georg Schilling               | deutsch-US-amerikanischer Mathematiker                                                             | 61    |       |
| 20. Juni | Stephen Seymour                          | US-amerikanischer Szenenbildner beim Film                                                          | 53    |       |
| 20. Juni | Georgi Wladimirowitsch Wernadski         | russisch-US-amerikanischer Historiker                                                              | 85    |       |
| 21. Juni | Karl Friedrich Jahr                      | deutscher Chemiker                                                                                 | 68    |       |
| 21. Juni | Karl Laube                               | deutscher Politiker (KPD/SED)                                                                      | 76    |       |
| 21. Juni | Georg Mayer                              | deutscher Wirtschaftswissenschaftler, Hochschullehrer und Politiker (SED), MdV                     | 80    |       |
| 21. Juni | Ludwig Sachs                             | deutscher Schauspieler                                                                             | 91    |       |
| 21. Juni | Max Sokol                                | Bildhauer                                                                                          | 78    |       |
| 22. Juni | László Balogh                            | ungarisches Todesopfer an der innerdeutschen Grenze                                                | 19    |       |
| 22. Juni | Friedl Czepa                             | österreichische Schauspielerin                                                                     | 74    |       |
| 22. Juni | Lotte Möller                             | deutsche Geographin, Limnologin und Ozeanographin                                                  | 80    |       |
| 22. Juni | Theodor Petsch                           | deutscher General der Infanterie                                                                   | 88    |       |
| 22. Juni | Luciano Ricci                            | italienischer Filmregisseur und Drehbuchautor                                                      | 44    |       |
| 22. Juni | Franz Xaver Schmerbeck                   | deutscher Lehrer und Kommunalpolitiker                                                             | 78    |       |
| 23. Juni | Felix Alexander                          | deutsch-amerikanischer Nationalökonom                                                              | 85    |       |
| 23. Juni | Gerry Birrell                            | britischer Automobilrennfahrer                                                                     | 28    |       |
| 23. Juni | Fay Holden                               | britische Theater- und Filmschauspielerin                                                          | 79    |       |
| 23. Juni | Alexei Andrejewitsch Ljapunow            | russischer Informatiker und Mathematiker                                                           | 61    |       |
| 23. Juni | Johannes Picht                           | deutscher Physiker                                                                                 | 76    |       |
| 23. Juni | Hans Reese                               | deutscher Fußballspieler und Neurologe                                                             | 81    |       |
| 23. Juni | James Vernon Smith                       | US-amerikanischer Politiker                                                                        | 46    |       |
| 23. Juni | Erik Ragnar Svensson                     | schwedischer Botaniker                                                                             | 62    |       |
| 24. Juni | Mary Carr                                | US-amerikanische Schauspielerin                                                                    | 99    |       |
| 24. Juni | Green Haywood Hackworth                  | amerikanischer Jurist und Präsident des Internationalen Gerichtshofs (1955–1958)                   | 90    |       |
| 24. Juni | Hans von Kessel                          | deutscher Journalist, politischer Aktivist                                                         | 79    |       |
| 24. Juni | Samuel Irving Rosenman                   | US-amerikanischer Präsidentenberater                                                               | 77    |       |
| 24. Juni | Rodolfo Sciammarella                     | argentinischer Tangokomponist, -dichter und -pianist                                               | 70    |       |
| 24. Juni | Wilhelm Voller                           | deutscher Kommunalpolitiker (SPD)                                                                  | 75    |       |
| 24. Juni | Bud Westmore                             | US-amerikanischer Maskenbildner                                                                    | 55    |       |
| 25. Juni | Arakatsu Bunsaku                         | japanischer Physiker                                                                               | 83    |       |
| 25. Juni | Erich Ebel                               | deutscher Politiker (NSDAP)                                                                        | 71    |       |
| 25. Juni | Aron Gurwitsch                           | US-amerikanischer Philosoph                                                                        | 72    |       |
| 25. Juni | Fritz Hilger                             | deutscher Widerstandskämpfer                                                                       | 67    |       |
| 25. Juni | Josef Rixner                             | deutscher Komponist und Dirigent                                                                   | 71    |       |
| 25. Juni | Tracy I. Storer                          | US-amerikanischer Zoologe                                                                          | 83    |       |
| 25. Juni | Adolf Waas                               | deutscher Bibliothekar, Historiker und Pädagoge                                                    | 83    |       |
| 25. Juni | Konrad Wittwer                           | deutscher Verlagsbuchhändler und Politiker (FDP)                                                   | 69    |       |
| 26. Juni | Abid Ali Jaferbhai                       | indischer Politiker                                                                                |       |       |
| 26. Juni | Alexander Iljitsch Besymenski            | russischer Dichter                                                                                 | 75    |       |
| 26. Juni | Johann Georg Brückmann                   | Landtagsabgeordneter Volksstaat Hessen                                                             | 77    |       |
| 26. Juni | Paula Busch                              | deutsche Zirkusdirektorin und Autorin                                                              | 86    |       |
| 26. Juni | John Cranko                              | britischer Choreograf und Tanzregisseur                                                            | 45    |       |
| 26. Juni | Franz Deuter                             | deutscher Politiker (SPD), MdL                                                                     | 74    |       |
| 26. Juni | Ernst Dostal                             | österreichischer Mörder                                                                            |       |       |
| 26. Juni | Ludwig Goldscheider                      | englischer Kunsthistoriker und Verleger österreichischer Herkunft                                  | 77    |       |
| 26. Juni | Max Miller                               | deutscher römisch-katholischer Geistlicher, Historiker und Archivar                                | 71    |       |
| 26. Juni | Bill Robertson                           | schottischer Fußballtorhüter                                                                       | 44    |       |
| 26. Juni | Hans Schlemmer                           | deutscher Offizier, zuletzt General der Gebirgstruppe im Zweiten Weltkrieg                         | 80    |       |
| 26. Juni | Ernest Truex                             | US-amerikanischer Film- und Theaterschauspieler                                                    | 83    |       |
| 26. Juni | Peter Zauner                             | österreichischer Kapellmeister, Kirchenmusiker, Musiklehrer und Komponist                          | 86    |       |
| 27. Juni | Fritz Antek Berger                       | deutscher Kapitän zur See                                                                          | 73    |       |
| 27. Juni | Earl Browder                             | US-amerikanischer Politiker, Sozialist und Führer der kommunistischen Partei der USA (CPUSA)       | 82    |       |
| 27. Juni | Johannes Büchner                         | deutscher Pädagoge und Schriftsteller                                                              | 71    |       |
| 27. Juni | Karl Hoppe                               | deutscher Germanist und Wilhelm Raabe-Forscher                                                     | 80    |       |
| 27. Juni | Arthur P. Jacobs                         | US-amerikanischer Filmproduzent                                                                    | 51    |       |
| 27. Juni | Emil Klingelhöller                       | deutscher Politiker (KPD), MdL                                                                     | 86    |       |
| 27. Juni | Josef Kolský                             | tschechoslowakischer Politiker und Gewerkschafter                                                  | 86    |       |
| 27. Juni | Friedrich-Wilhelm Lütt                   | deutscher Politiker (NSDAP), MdR, MdL                                                              | 71    |       |
| 27. Juni | Ida Mett                                 | russische Anarchistin und Anarcho-Syndikalistin                                                    | 71    |       |
| 27. Juni | Odd Nansen                               | norwegischer Architekt und Philanthrop                                                             | 71    |       |
| 27. Juni | Germán Valdés                            | mexikanischer Schauspieler                                                                         | 57    |       |
| 27. Juni | Erwin Vollmer                            | deutscher Maler, Grafiker und Bildhauer                                                            | 88    |       |
| 28. Juni | Abd ar-Rahman al-Bazzaz                  | irakischer Politiker                                                                               | 60    |       |
| 28. Juni | Mohammed Boudia                          | algerischer Schriftsteller und Mitglied der Volksfront zur Befreiung Palästinas                    | 41    |       |
| 28. Juni | Gustav Grupe                             | deutscher Intendant und Mitglied der Hamburgischen Bürgerschaft                                    | 77    |       |
| 28. Juni | Franz Knapp                              | deutscher Jurist, Politiker, Oberbürgermeister von Konstanz                                        | 93    |       |
| 28. Juni | Aurel Kolnai                             | österreichisch-britischer Philosoph                                                                | 72    |       |
| 28. Juni | Burghard Körner                          | deutscher Architekt und Hochschullehrer                                                            | 86    |       |
| 28. Juni | Herma Studeny                            | deutsche Geigerin                                                                                  | 77    |       |
| 28. Juni | Hans Tönnies                             | deutscher Maler und Erfinder                                                                       | 93    |       |
| 29. Juni | Friedrich Bartels                        | deutscher lutherischer Theologe und Geistlicher Vizepräsident des Landeskirchenamts in Hannover    | 70    |       |
| 29. Juni | Otto Ekelmann                            | deutscher Baptistenpastor, Verleger und Autor                                                      | 82    |       |
| 29. Juni | Josef Kast                               | österreichischer Politiker (ÖVP), Landtagsabgeordneter im Burgenland                               | 90    |       |
| 29. Juni | Alexander von Süßkind-Schwendi           | deutscher Ministerialbeamter                                                                       | 69    |       |
| 30. Juni | Max Hochrein                             | deutscher Internist und Hochschullehrer                                                            | 75    |       |
| 30. Juni | Hans Ulrich Instinsky                    | deutscher Althistoriker                                                                            | 66    |       |
| 30. Juni | Elmer Layden                             | US-amerikanischer American-Football-Spieler und -Trainer                                           | 70    |       |
| 30. Juni | Nancy Mitford                            | britische Schriftstellerin und Biographin                                                          | 68    |       |
| 30. Juni | Heinz Pernet                             | deutscher Offizier und Beteiligter am Hitler-Ludendorff-Putsch                                     | 76    |       |
| 30. Juni | Friedrich Hermann Schubert               | deutscher Historiker                                                                               | 47    |       |
| 30. Juni | Otto von Taube                           | deutscher Schriftsteller, Jurist, Kunsthistoriker und Übersetzer                                   | 94    |       |
| 30. Juni | Wassyl Welytschkowskyj                   | ukrainischer Bischof, Märtyrer, Seliger                                                            | 70    |       |
| Juni     | Rolf Börner                              | deutscher Fußballspieler                                                                           | 49    |       |
| Juni     | Emil Kornsand                            | deutsch-amerikanischer Violinist, Bratschist und Komponist                                         | 79    |       |